# Tassonomia delle Araceae
La famiglia delle Aracee è suddivisa in 8 sottofamiglie, 34 tribù e 140 generi.

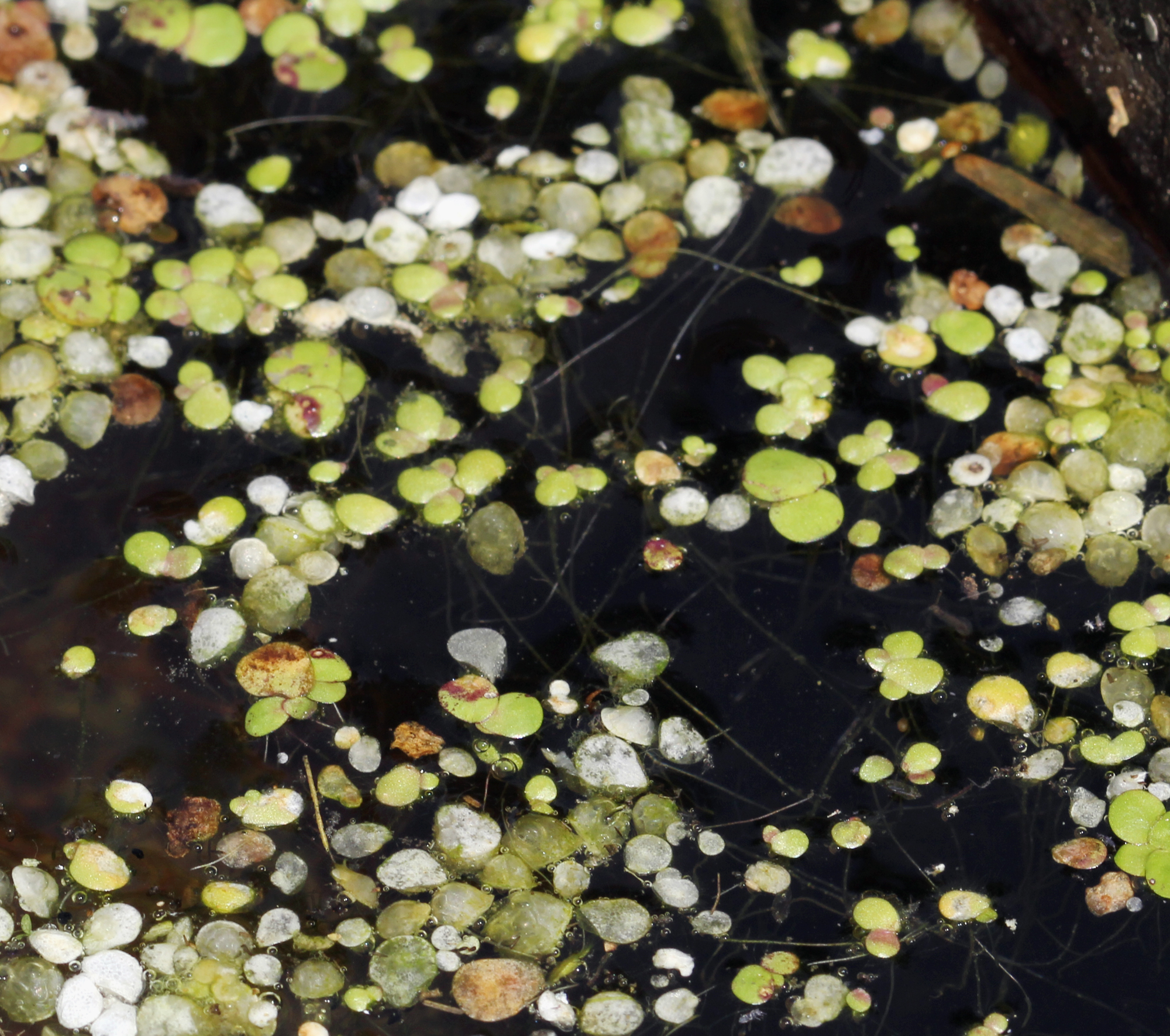
Lemna gibba

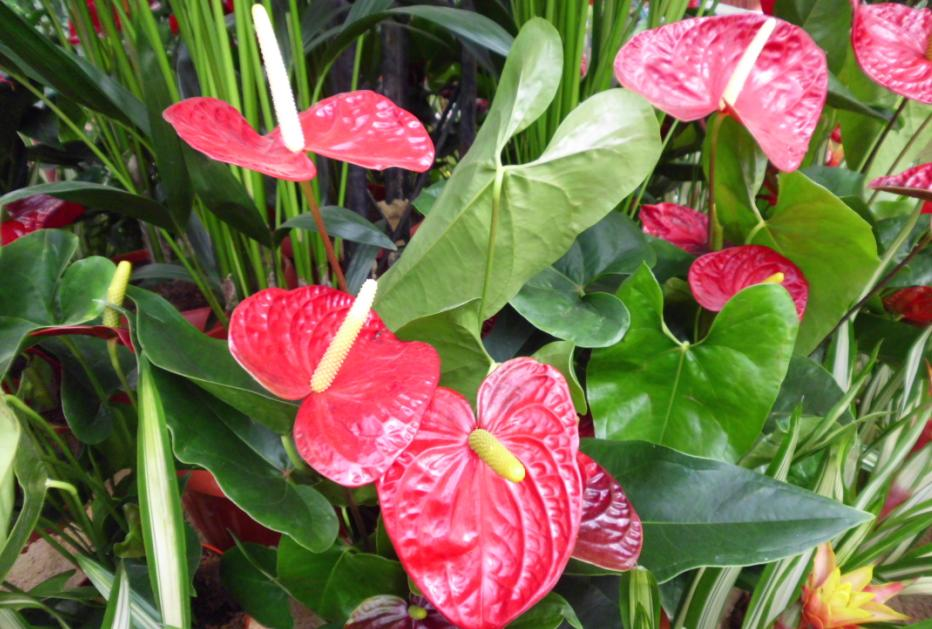
Anthurium andraeanum

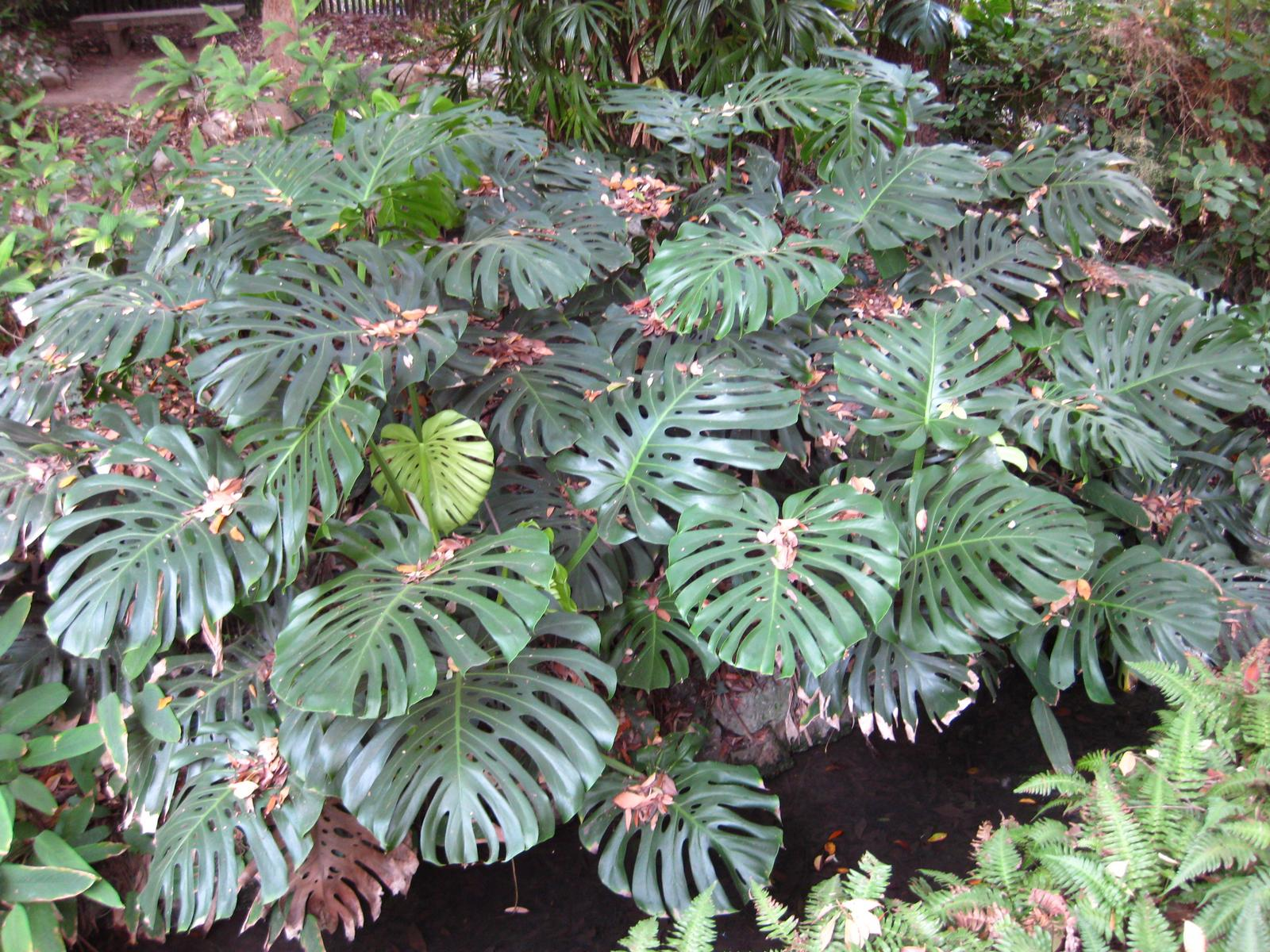
Monstera deliciosa

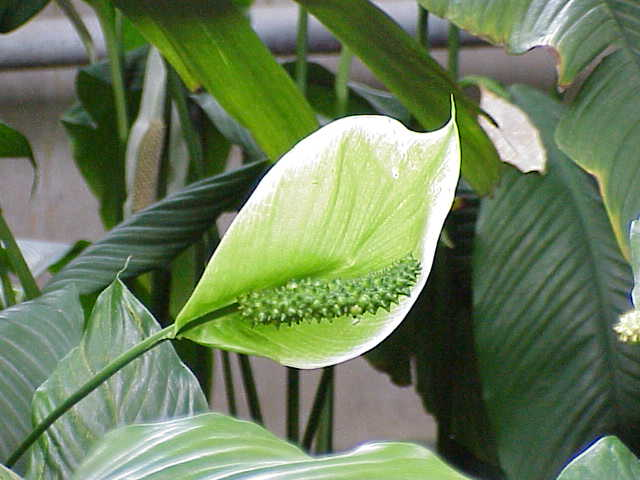
Spathiphyllum cochlearispathum

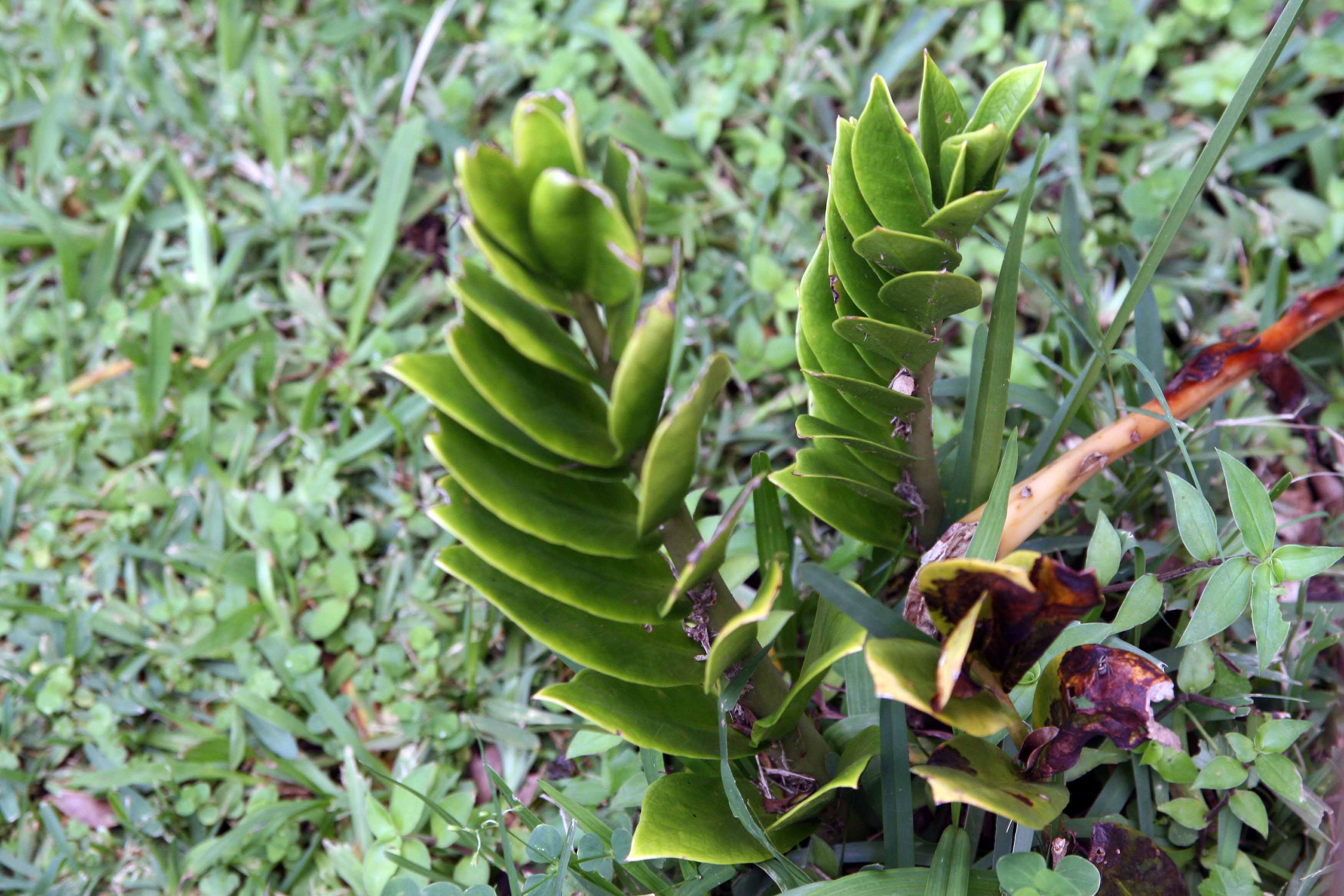
Zamioculcas zamiifolia

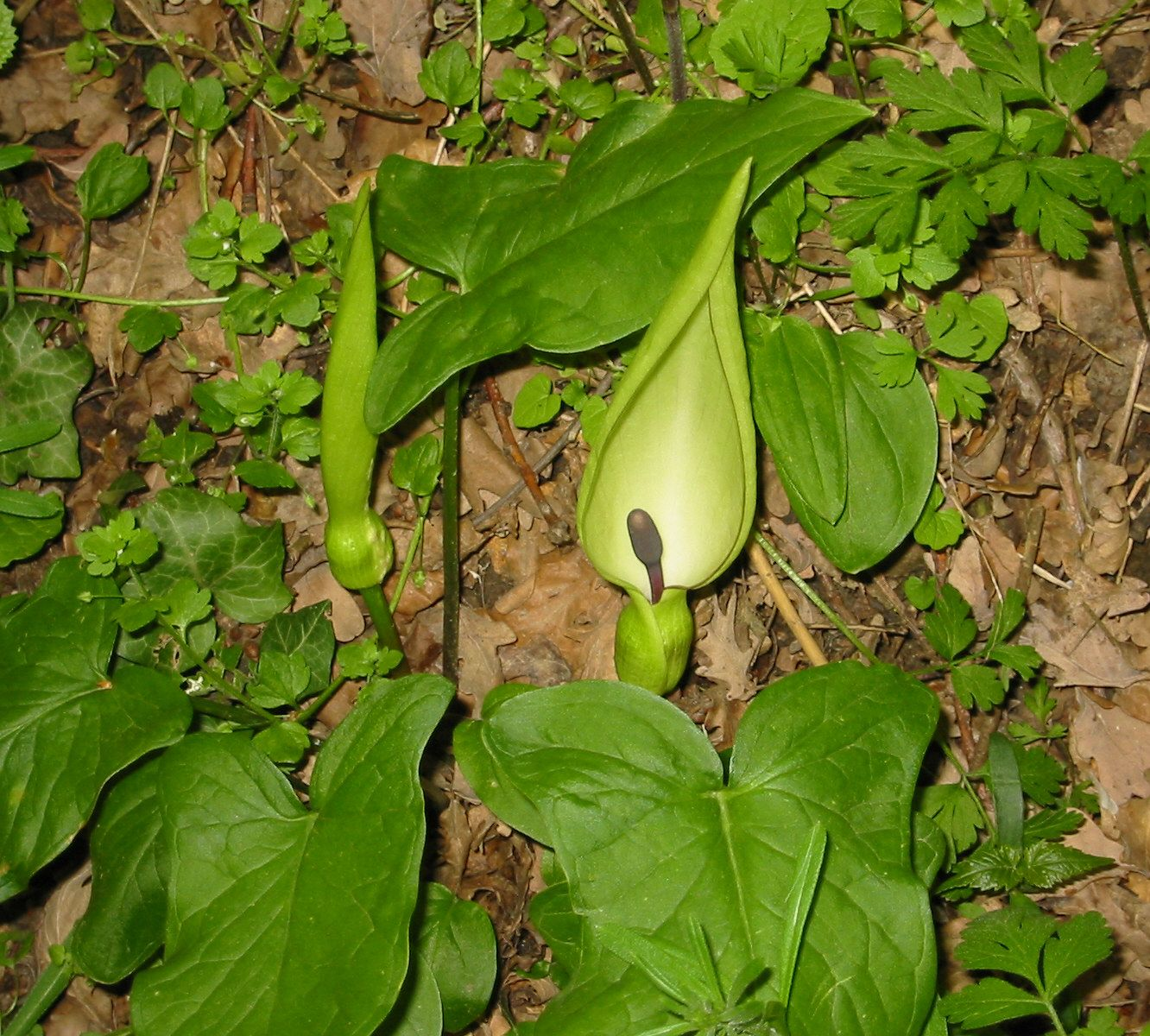
Arum maculatum

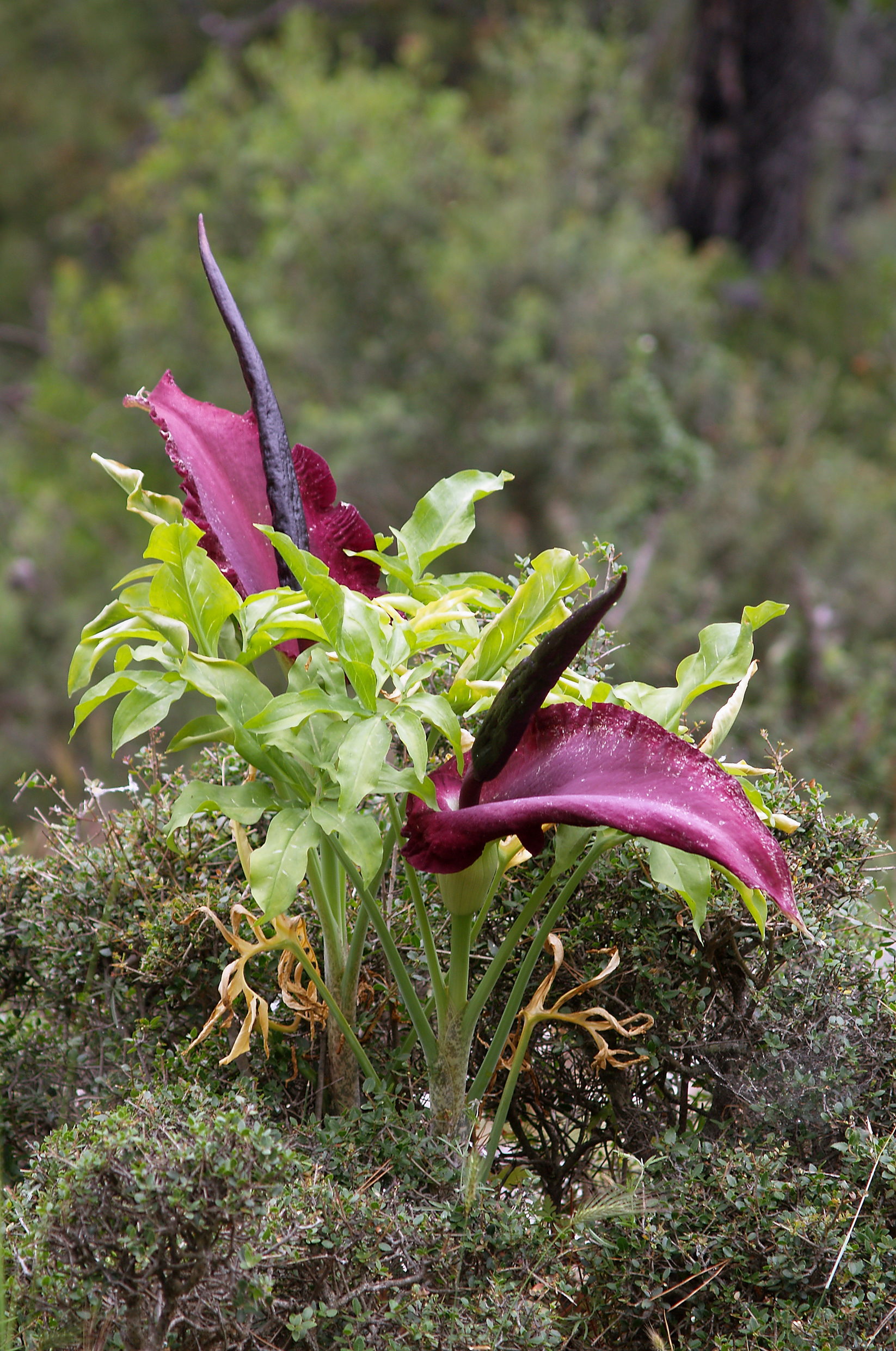
Dracunculus vulgaris

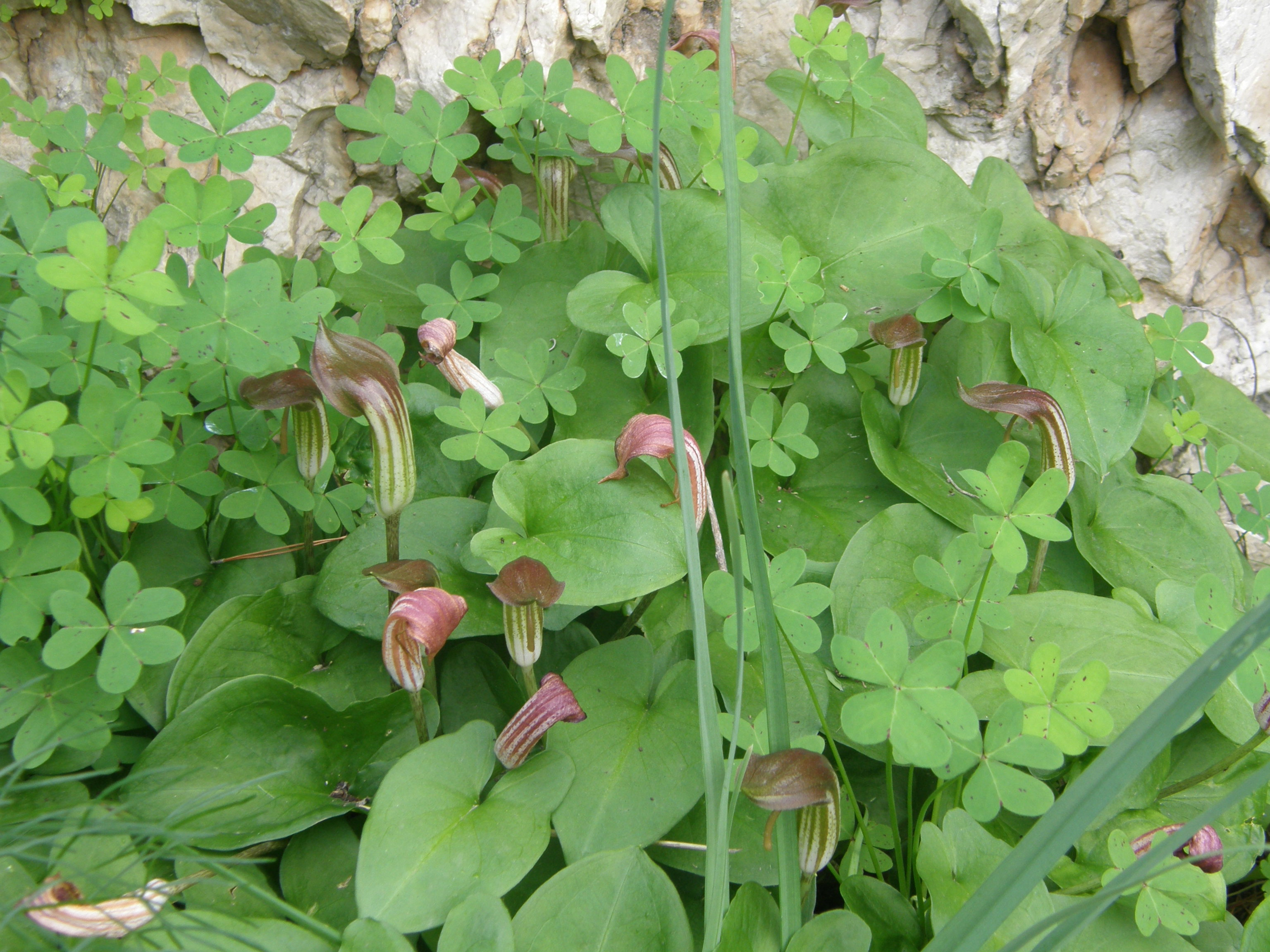
Arisarum vulgare

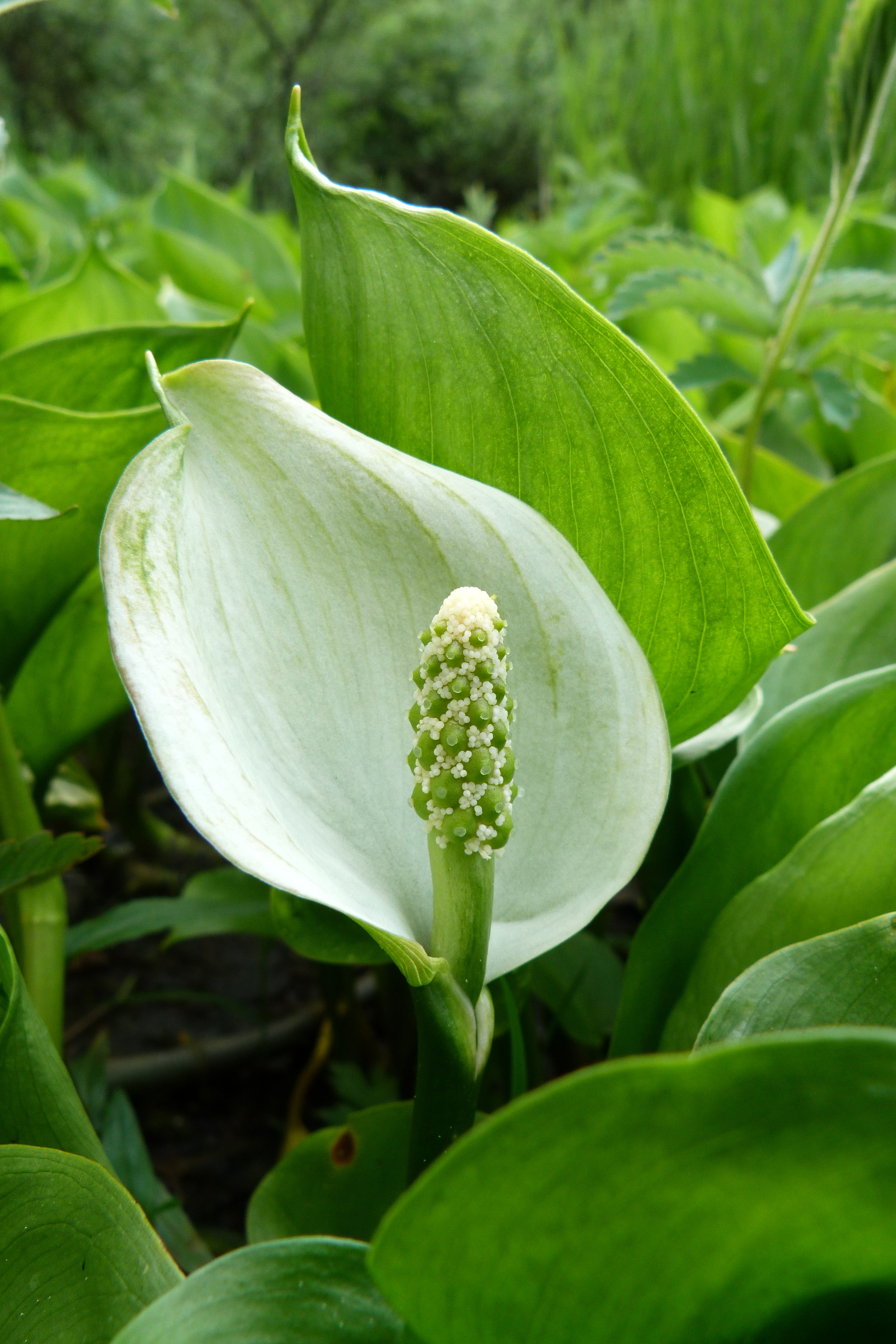
Calla palustris

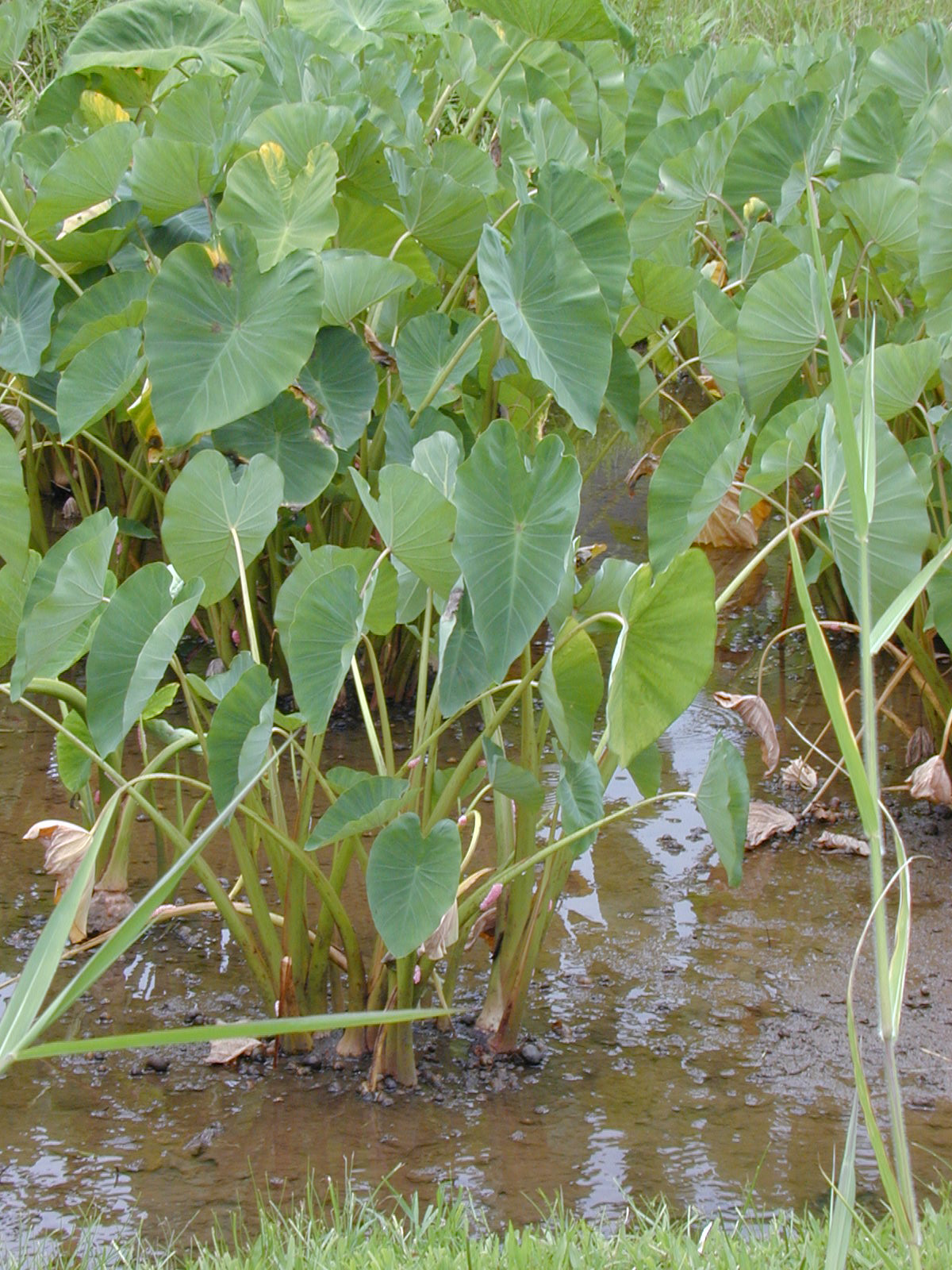
Colocasia esculenta

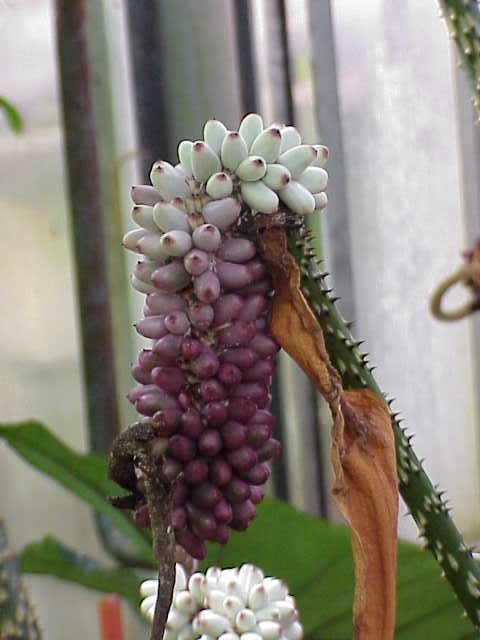
Anchomanes giganteus

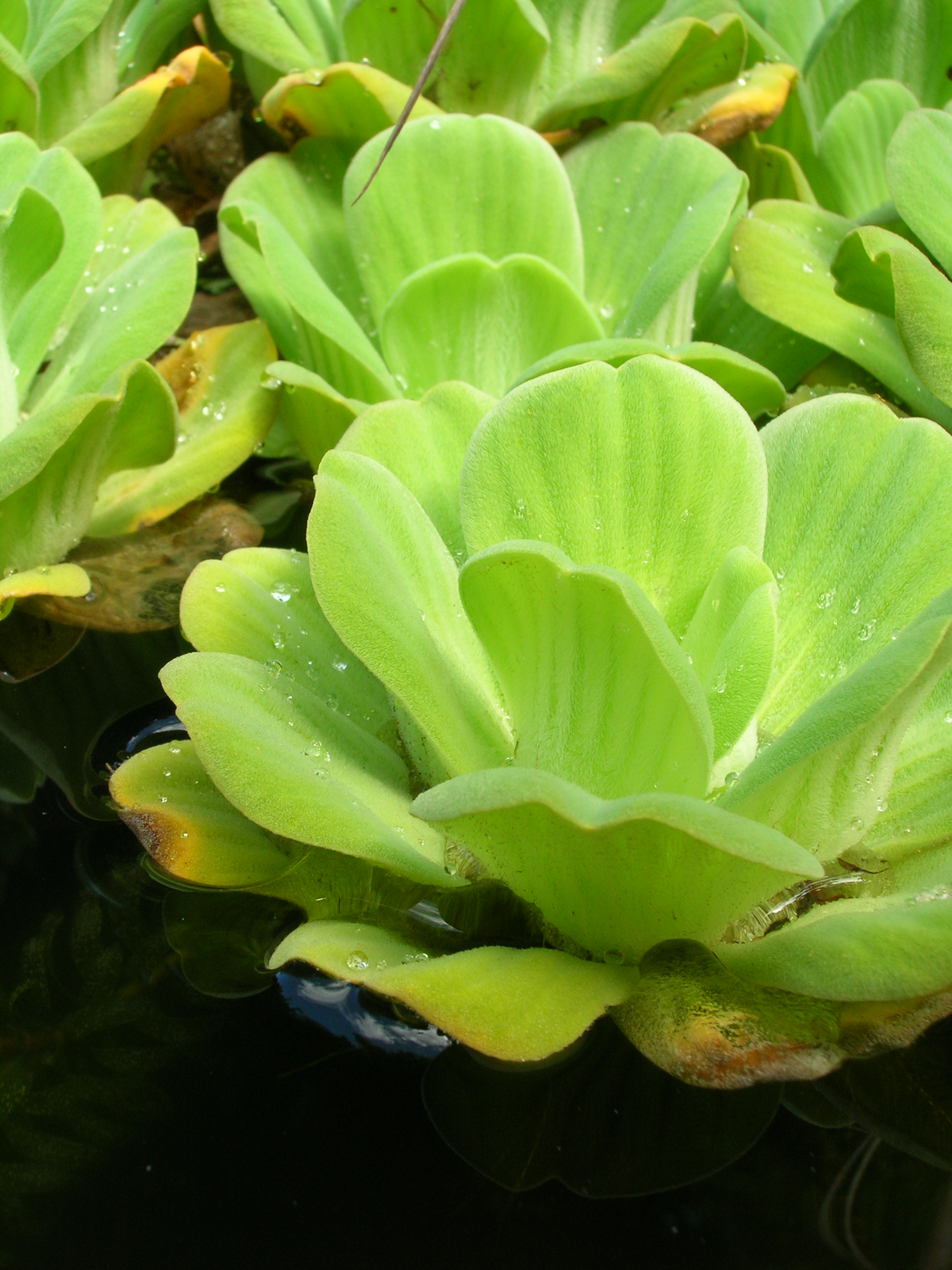
Pistia stratiotes

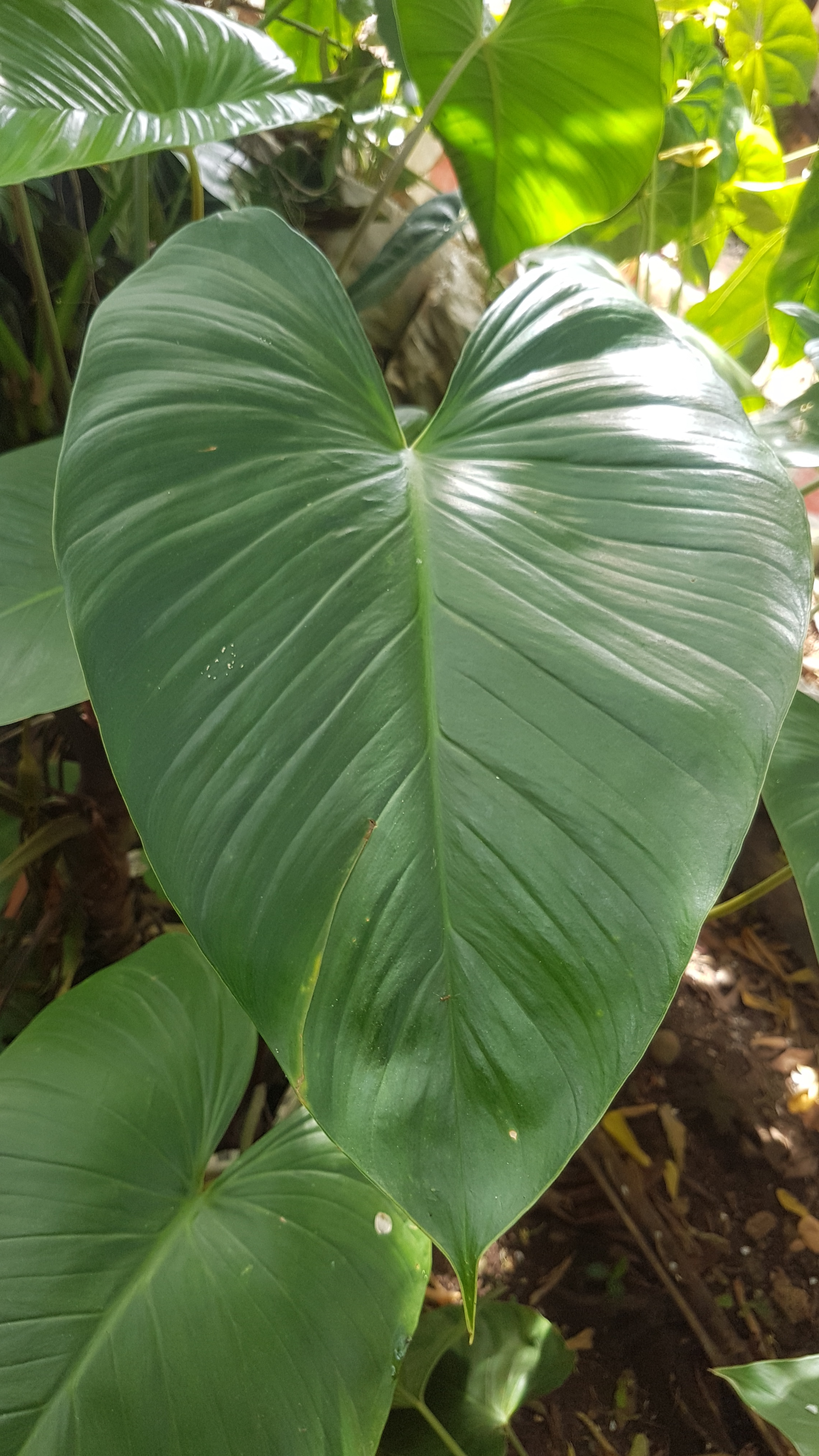
Homalomena philippinensis

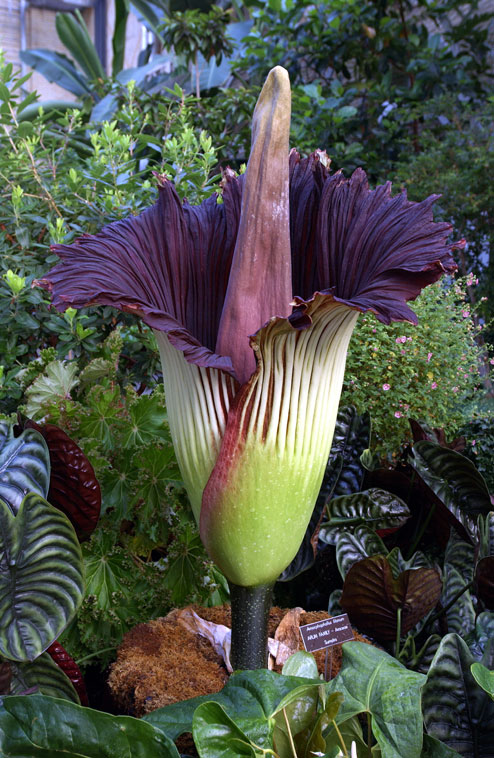
Amorphophallus titanum

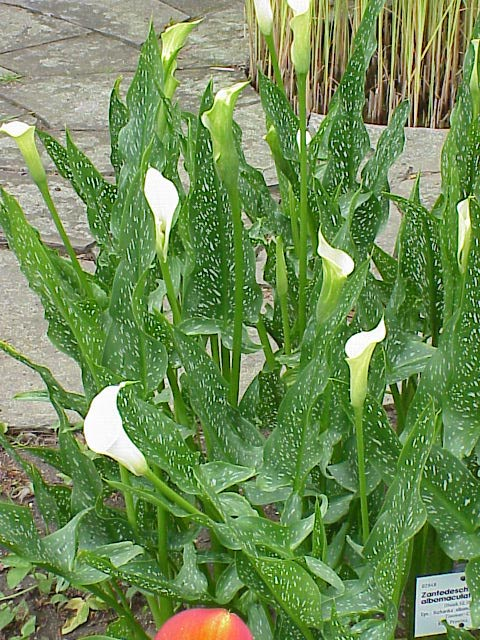
Zantedeschia albomaculta

- Sottofamiglia Gymnostachydoideae Bogner & Nicolson

- Genere Gymnostachys R.Br.

- Sottofamiglia Orontioideae Mayo, Bogner & Boyce

- Genere Lysichiton Schott
- Genere Orontium L.
- Genere Symplocarpus Salisb. ex Nutt.

- Sottofamiglia Lemnoideae Engler

- Genere Lemna L.
- Genere Spirodela Schleid.
- Genere Wolffia Horkel ex Schleid.
- Genere Wolffiella (Hegelm.) Hegelm.

- Sottofamiglia Pothoideae Engler

- Tribù Anthurieae Engl.

- Genere Anthurium Scott

- Tribù Potheae Bartl.

- Genere Pedicellarum M. Hotta
- Genere Pothoidium Schott
- Genere Pothos L.

- Sottofamiglia Monsteroideae Schott

- Tribù Anadendreae Bogner & J. French

- Genere Anadendrum Schott

- Tribù Heteropsideae Engl.

- Genere Heteropsis Kunth

- Tribù Monstereae Engl.

- Genere Alloschemone Schott
- Genere Amydrium Schott
- Genere Epipremnum Schott
- Genere Monstera Adans.
- Genere Rhaphidophora Hassk.
- Genere Rhodospatha Poepp.
- Genere Scindapsus Schott
- Genere Stenospermation Schott

- Tribù Spathiphylleae Engl.

- Genere Holochlamys Engl.
- Genere Spathiphyllum Schott

- Sottofamiglia Lasioideae Engler

- Genere Anaphyllopsis A. Hay
- Genere Anaphyllum Schott
- Genere Cyrtosperma Griff.
- Genere Dracontioides Engl.
- Genere Dracontium L.
- Genere Lasia Lour.
- Genere Lasimorpha Schott
- Genere Podolasia N.E.Br.
- Genere Pycnospatha Thorel ex Gagnep.
- Genere Urospatha Schott

- Sottofamiglia Zamioculcadoideae Bogner e Hesse

- Tribù Zamioculcadeae Schott ex Engl.

- Genere Gonatopus Engl.
- Genere Zamioculcas Schott

- Sottofamiglia Aroideae

- Tribù Aglaonemateae Engl.

- Genere Aglaodorum Schott
- Genere Aglaonema Schott

- Tribù Ambrosineae Schott

- Genere Ambrosina Bassi

- Tribù Anubiadeae Engl.

- Genere Anubias Schott

- Tribù Areae R.Br.

- Genere Arum L.
- Genere Biarum Schott
- Genere Dracunculus Mill.
- Genere Eminium (Blume) Schott
- Genere Helicodiceros Schott
- Genere Sauromatum Schott
- Genere Theriophonum Blume
- Genere Typhonium Schott

- Tribù Arisaemateae Nakai

- Genere Arisaema Mart.
- Genere Pinellia Ten.

- Tribù Arisareae Dumort.

- Genere Arisarum Mill.

- Tribù Arophyteae A. Lemee ex Bogner

- Genere Arophyton Jum.
- Genere Carlephyton Jum.
- Genere Colletogyne Buchet

- Tribù Caladieae Schott

- Genere Caladium Vent.
- Genere Chlorospatha Engl.
- Genere Hapaline Schott
- Genere Idimanthus E.G.Gonç.
- Genere Jasarum G.S.Bunting
- Genere Scaphispatha Brongn. ex Schott
- Genere Syngonium Schott
- Genere Xanthosoma Schott

- Tribù Calleae Bartl.

- Genere Calla L.

- Tribù Callopsideae Engl.

- Genere Callopsis Engl.

- Tribù Colocasieae Brongn.

- Genere Alocasia (Schott) G. Don
- Genere Ariopsis Nimmo
- Genere Colocasia Schott
- Genere Leucocasia Schott
- Genere Remusatia Schott
- Genere Steudnera K. Koch
- Genere Vietnamocasia N.S.Lý, S.Y.Wong & P.C.Boyce

- Tribù Cryptocoryneae Blume

- Genere Cryptocoryne Fisch. ex Wydl.
- Genere Lagenandra Dalzell

- Tribù Culcasieae Engl.

- Genere Cercestis Schott
- Genere Culcasia P. Beauv

- Tribù Dieffenbachieae Engl.

- Genere Bognera Mayo & Nicolson
- Genere Dieffenbachia Schott

- Tribù Homalomeneae M. Hotta

- Genere Furtadoa M. Hotta
- Genere Homalomena Scott

- Tribù Montrichardieae Engl.

- Genere Montrichardia Crueg.

- Tribù Nephthytideae Engl.

- Genere Anchomanes Schott
- Genere Nephthytis Schott
- Genere Pseudohydrosme Engl.

- Tribù Peltandreae Engl.

- Genere Peltandra Raf.
- Genere Typhonodorum Schott

- Tribù Philodendreae Schott

- Genere Adelonema Schott
- Genere Philodendron Scott
- Genere Thaumatophyllum Schott

- Tribù Philonotieae S.Y. Wong & P.C. Boyce

- Genere Philonotion Schott

- Tribù Pistieae Lecoq & Juill.

- Genere Englerarum Nauheimer & P.C.Boyce
- Genere Pistia L.
- Genere Protarum Engl.

- Tribù Schismatoglottideae Nakai

- Genere Apoballis Schott
- Genere Aridarum Ridl.
- Genere Bakoa P.C.Boyce & S.Y.Wong
- Genere Bakoaella S.Y.Wong & P.C.Boyce
- Genere Bidayuha S.Y.Wong & P.C.Boyce
- Genere Bucephalandra Schott
- Genere Burttianthus S.Y.Wong, S.L.Low & P.C.Boyce
- Genere Colobogynium Schott
- Genere Fenestratarum P.C.Boyce & S.Y.Wong
- Genere Galantharum P.C.Boyce & S.Y.Wong
- Genere Gamogyne N.E.Br.
- Genere Gosong S.Y.Wong & P.C.Boyce
- Genere Hera S.Y.Wong, S.L.Low & P.C.Boyce
- Genere Heteroaridarum M.Hotta
- Genere Hottarum Bogner & Nicolson
- Genere Kiewia S.Y.Wong & P.C.Boyce
- Genere Nabalu S.Y.Wong & P.C.Boyce
- Genere Naiadia S.Y.Wong, S.L.Low & P.C.Boyce
- Genere Ooia S.Y.Wong & P.C.Boyce
- Genere Pichinia S.Y.Wong & P.C.Boyce
- Genere Pursegloveia S.Y.Wong, S.L.Low & P.C.Boyce
- Genere Phymatarum M. Hotta
- Genere Piptospatha N.E.Br.
- Genere Rhynchopyle Engl.
- Genere Schismatoglottis Zoll. & Moritzi
- Genere Schottariella P.C.Boyce & S.Y.Wong
- Genere Schottarum P.C.Boyce & S.Y.Wong
- Genere Tawaia S.Y.Wong, S.L.Low & P.C.Boyce
- Genere Toga S.Y.Wong, S.L.Low & P.C.Boyce
- Genere Vesta S.Y.Wong

- Tribù Spathicarpeae Schott

- Genere Asterostigma Fisch. & C.A.Mey.
- Genere Croatiella E.G.Gonç.
- Genere Gearum N.E.Br
- Genere Gorgonidium Schott
- Genere Incarum E.G.Gonç.
- Genere Lorenzia E.G.Gonç.
- Genere Mangonia Schott
- Genere Spathantheum Schott
- Genere Spathicarpa Hook.
- Genere Synandrospadix Engl.
- Genere Taccarum Brongn. ex Schott

- Tribù Stylochaetoneae  Schott

- Genere Stylochaeton Lepr.

- Tribù Thomsonieae Blume

- Genere Amorphophallus Blume ex Decne.

- Tribù Zantedeschieae Engl.

- Genere Zantedeschia Spreng.

- Tribù Zomicarpeae Schott

- Genere Filarum Nicolson
- Genere Ulearum Engl.
- Genere Zomicarpa Schott
- Genere Zomicarpella N.E.Br.